# Grijze alcippe
De grijze alcippe (Alcippe brunneicauda) is een zangvogel uit de familie Alcippeidae.

## Verspreiding en leefgebied
Deze soort komt voor in laaglandbossen op Malakka, Sumatra en Borneo. Er zijn twee ondersoorten:
- A. b. brunneicauda: Malakka en Sumatra.
- A. b. eriphaea: Borneo en de Natuna-eilanden

## Status
De grootte van de populatie is niet gekwantificeerd maar de soort wordt omschreven als algemeen. De oppervlakte laaglandbos gaat echter in behoorlijk snel tempo achteruit. Op de Rode lijst van de IUCN heeft deze soort daarom de status gevoelig.